# Billie Jean King Cup 2020-2021 Zona Euro-Africana Gruppo I - Pool A (Esch-sur-Alzette)
Il Pool A (Esch-sur-Alzette) della Zona Euro-Africana Gruppo I nella Billie Jean King Cup 2020-2021 è uno dei quattro pool (gironi) in cui è suddiviso il Gruppo I della zona Euro-Africana.
|   | Pool A (Esch-sur-Alzette) | Serbia (bandiera) | Svezia (bandiera) | Lussemburgo (bandiera) |
| 1 | Serbia (2-0)              |                   | 2-1               | 2-1                    |
| 2 | Svezia (1-1)              | 1-2               |                   | 2-1                    |
| 3 | Lussemburgo (0-2)         | 1-2               | 1-2               |                        |

| Svezia 2 | Centre National de Tennis, Esch-sur-Alzette, Lussemburgo 5 febbraio 2020 Cemento (indoor) | Centre National de Tennis, Esch-sur-Alzette, Lussemburgo 5 febbraio 2020 Cemento (indoor) | Lussemburgo 1 |     |     |  |
| \| \| \| \| 1 \| 2 \| 3 \| \| \| - \| \| ----------------------------------------------------------------------- \| --- \| --- \| --- \| \| \| 1 \| \| Mirjam Björklund Tiffany Cornelius \| 6 1 \| 6 3 \| \| \| \| 2 \| \| Johanna Larsson Eléonora Molinaro \| 6 0 \| 3 6 \| 1 6 \| \| \| 3 \| \| Johanna Larsson / Cornelia Lister Tiffany Cornelius / Eléonora Molinaro \| 6 4 \| 6 1 \| \| \| |                                                                                           |                                                                                           |               |     |     |  |
| |                                                                                           |                                                                                           | 1             | 2   | 3   |  |
| 1 | Svezia (bandiera) · Lussemburgo (bandiera)                                                | Mirjam Björklund Tiffany Cornelius                                                        | 6 1           | 6 3 |     |  |
| 2 | Svezia (bandiera) · Lussemburgo (bandiera)                                                | Johanna Larsson Eléonora Molinaro                                                         | 6 0           | 3 6 | 1 6 |  |
| 3 | Svezia (bandiera) · Lussemburgo (bandiera)                                                | Johanna Larsson / Cornelia Lister Tiffany Cornelius / Eléonora Molinaro                   | 6 4           | 6 1 |     |  |

| Serbia 2 | Centre National de Tennis, Esch-sur-Alzette, Lussemburgo 6 febbraio 2020 Cemento (indoor) | Centre National de Tennis, Esch-sur-Alzette, Lussemburgo 6 febbraio 2020 Cemento (indoor) | Lussemburgo 1 |     |   |  |
| \| \| \| \| 1 \| 2 \| 3 \| \| \| - \| \| ------------------------------------------------------------------------- \| --- \| --- \| - \| \| \| 1 \| \| Olga Danilović Laura Correia \| 6 1 \| 6 2 \| \| \| \| 2 \| \| Nina Stojanović Eléonora Molinaro \| 3 6 \| 3 6 \| \| \| \| 3 \| \| Aleksandra Krunić / Nina Stojanović Tiffany Cornelius / Eléonora Molinaro \| 6 4 \| 6 2 \| \| \| |                                                                                           |                                                                                           |               |     |   |  |
| |                                                                                           |                                                                                           | 1             | 2   | 3 |  |
| 1 | Serbia (bandiera) · Lussemburgo (bandiera)                                                | Olga Danilović Laura Correia                                                              | 6 1           | 6 2 |   |  |
| 2 | Serbia (bandiera) · Lussemburgo (bandiera)                                                | Nina Stojanović Eléonora Molinaro                                                         | 3 6           | 3 6 |   |  |
| 3 | Serbia (bandiera) · Lussemburgo (bandiera)                                                | Aleksandra Krunić / Nina Stojanović Tiffany Cornelius / Eléonora Molinaro                 | 6 4           | 6 2 |   |  |

| Serbia 2 | Centre National de Tennis, Esch-sur-Alzette, Lussemburgo 7 febbraio 2020 Cemento (indoor) | Centre National de Tennis, Esch-sur-Alzette, Lussemburgo 7 febbraio 2020 Cemento (indoor) | Svezia 1 |     |     |  |
| \| \| \| \| 1 \| 2 \| 3 \| \| \| - \| \| --------------------------------------------------------------------- \| --- \| --- \| --- \| \| \| 1 \| \| Aleksandra Krunić Mirjam Björklund \| 6 2 \| 3 6 \| 6 3 \| \| \| 2 \| \| Nina Stojanović Johanna Larsson \| 1 6 \| 0 6 \| \| \| \| 3 \| \| Aleksandra Krunić / Nina Stojanović Johanna Larsson / Cornelia Lister \| 6 2 \| 6 1 \| \| \| |                                                                                           |                                                                                           |          |     |     |  |
| |                                                                                           |                                                                                           | 1        | 2   | 3   |  |
| 1 | Serbia (bandiera) · Svezia (bandiera)                                                     | Aleksandra Krunić Mirjam Björklund                                                        | 6 2      | 3 6 | 6 3 |  |
| 2 | Serbia (bandiera) · Svezia (bandiera)                                                     | Nina Stojanović Johanna Larsson                                                           | 1 6      | 0 6 |     |  |
| 3 | Serbia (bandiera) · Svezia (bandiera)                                                     | Aleksandra Krunić / Nina Stojanović Johanna Larsson / Cornelia Lister                     | 6 2      | 6 1 |     |  |